# Moses van Uyttenbroeck

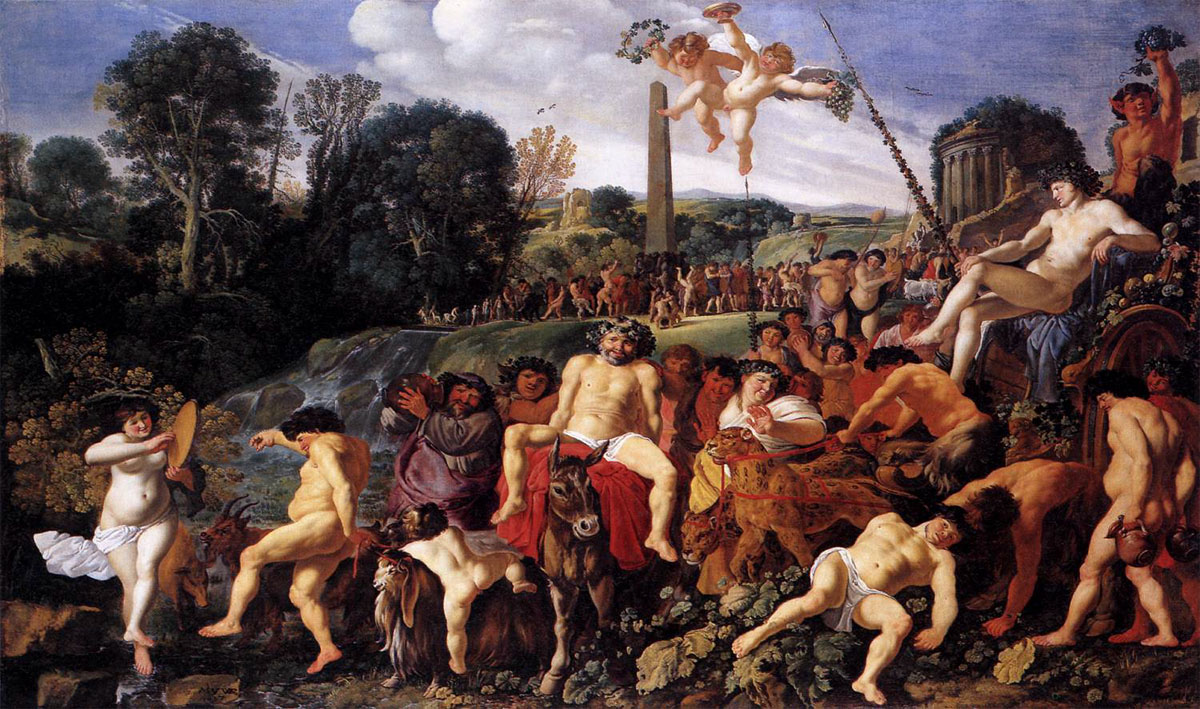
Bachanalia, Herzog Anton Ulrich-Museum, 1627

Moses van Uyttenbroeck lub Moyses van Wtenbrouck (ur. ok. 1590 w Hadze, zm. 1648 tamże) – holenderski malarz, rytownik i grafik.
W młodości przebywał we Włoszech, gdzie kształcił się u Adama Elsheimera i Cornelisa Poelenburgha. Po powrocie do ojczyzny (przed 1620) osiedlił się w Hadze, gdzie był członkiem gildii św. Łukasza. Malował pejzaże, sceny mitologiczne i rzadziej religijne. Znany jest głównie z przedstawień bachanalii i ilustracji do Metamorfoz Owidiusza.